# Aéroport d'Ostende-Bruges
L'aéroport international d'Ostende-Bruges (code IATA : OST • code OACI : EBOS) est un aéroport belge situé à Ostende et à 25 km du centre-ville de Bruges.
Les activités sont focalisées sur le transport du fret, quoique pendant l'été l'aéroport soit aussi utilisé intensément pour des vols charters.

## Situation géographique
| \| 50 km1:2 420 000 \| Amougies Arlon Cerfontaine Haren Latour Namur Saint-Hubert Spa · La Sauvenière Verviers Anvers Ostende · Bruges Bruxelles Charleroi · Bruxelles-Sud Courtrai Liège Beauvechain Bertrix Brustem Chièvres Coxyde Florennes Kleine-Brogel Melsbroek Moorsele Schaffen Weelde Zutendaal Gossoncourt Grimbergen Aéroport Aérodrome civil Aérodrome militaire |
| 50 km1:2 420 000 |

L'aéroport d'Ostende-Bruges est situé sur le territoire de la ville d'Ostende, dans la section de Raversyde.

## Histoire
Un premier aérodrome est installé à Steene dès avant la Première Guerre mondiale ; durant le conflit, il est utilisé pour les vols militaires. En 1923, année de la création de la Sabena, le premier vol vers l’Angleterre décolle de Steene. Dès 1936, la piste enherbée de forme pentagonale s'avère trop petite et un nouvel emplacement est recherché.
Le 16 novembre 1937, un Junkers Ju 52 de la compagnie nationale belge Sabena, effectuant un vol régulier de passagers entre Munich et Londres, percute la cheminée d'un briqueterie en tentant un atterrissage dans le brouillard sur l'aérodrome de Steene, l'appareil s'écrase au sol et prend feu. Au lendemain de cet accident qui coûte la vie aux trois membres d'équipage et huit passagers, parmi lesquels la plupart des membres de la famille grand-ducale de Hesse, l'ancien Premier ministre de Belgique Henri Jaspar critique l'emplacement de l'aérodrome de Steene et demande son déplacement vers Middelkerke.
Ce n'est toutefois que pendant la Seconde Guerre mondiale, que les forces allemandes d'occupation transfèrent l'aérodrome d'Ostende-Steene vers un autre site, sur le territoire de la commune de Middelkerke, cinq kilomètres au sud-ouest d'Ostende. Cet aéroport a joué un rôle majeur dans la bataille d'Angleterre. Après la guerre, il a été transformé en aéroport international par le département de l'aviation, créé à cette époque.
En 1992, il a été transféré à la région flamande.
Le 1er mai 2003, Ryanair a inauguré une liaison entre Ostende et Londres Stansted. L'aéroport a été renommé à cette occasion « Aéroport International Ostende-Bruges ». Ryanair a mis fin à cette liaison en décembre de la même année.

## Infrastructures

### Terminal
L'aéroport dispose d'un terminal passagers qui peut accueillir jusqu'à 2 millions de passagers par an. Devant le terminal se trouvent trois parkings pour automobiles de 260, 500 et 550 places dont 14 places handicapés.

### Piste
L'aéroport dispose d'une unique piste en asphalte. Elle est orientée 08/26 (environ 80° et 260°), et sa longueur est de 3 200 mètres pour 45 mètres de large. La piste étant située à moins d'un kilomètre de la côte, et grâce aux vents dominants venant de l'Ouest, les décollages se font principalement vers la mer du Nord, limitant ainsi les nuisances sonores.

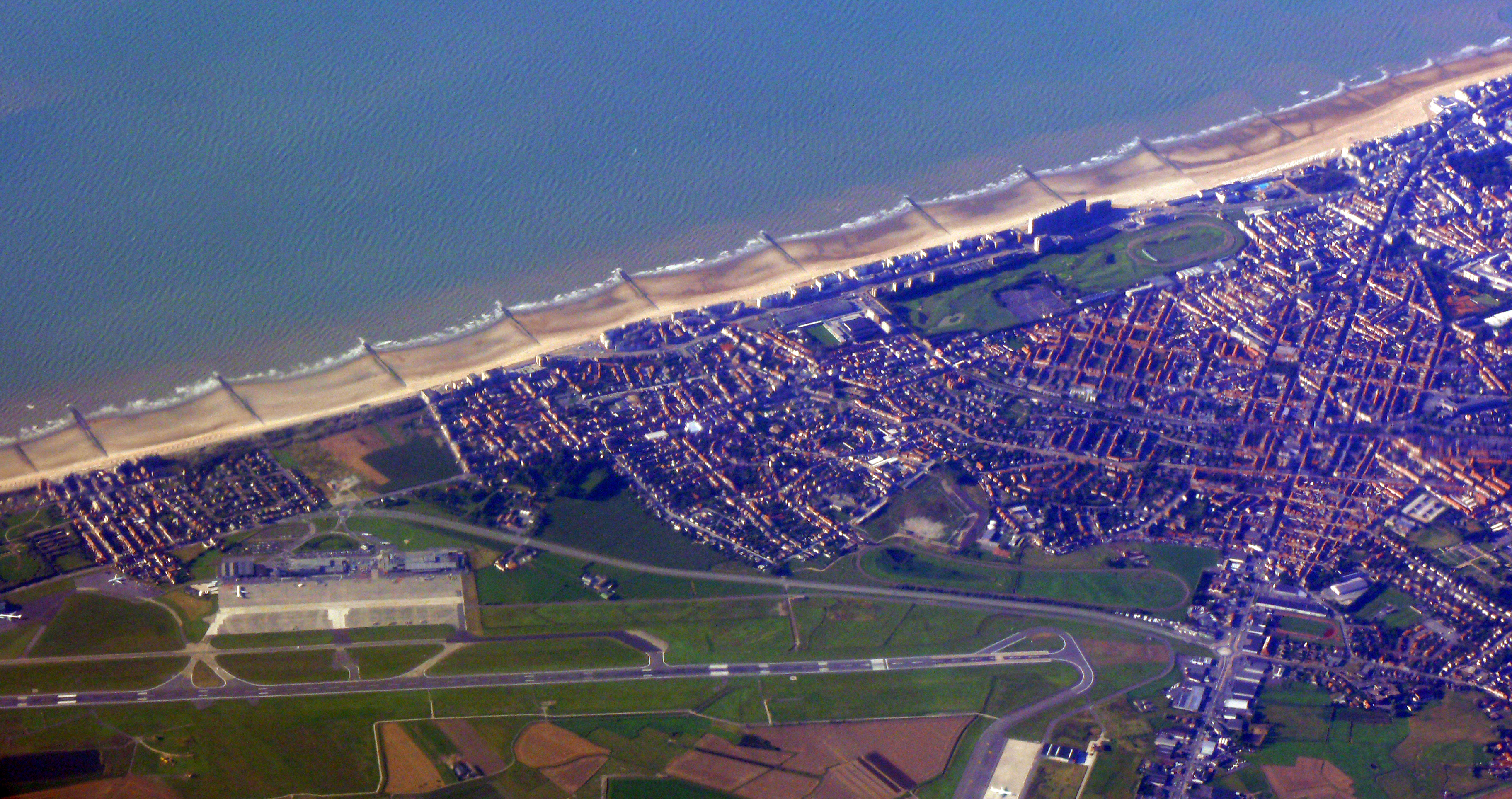
L'aéroport, la ville d'Ostende et la mer du Nord, vus du ciel.

## Compagnies aériennes et destinations

### Compagnies passagers
| Compagnies      | Destinations |
| --------------- | --- |
| TUI fly Belgium | - Alicante-Elche,: - Las Palmas/Gran Canaria,: - Malaga-Costa del Sol,: - Ténériffe-Sud Reine Sofia: En saison : - Antalya, - La Canée I.-Daskaloyánnis, - Héraklion-N. Kazantzákis, - Eskişehir-Anadolu (en), - Hurghada, - Ibiza, - Région de Murcie, - Palma de Majorque, - Rhodes-Diagoras, - Charm el-Cheikh |

Édité le 20/12/2018  Actualisé le 03/07/2024

### Compagnies fret
| Compagnies     | Destinations |
| -------------- | ------------ |
| EgyptAir Cargo | Le Caire     |

## Statistiques d'opération
Le cap des 200 000 passagers sera franchi pour la première fois en 2010. Ensuite, l'aéroport connaîtra une augmentation sensible et constante du nombre de passagers d'année en année.
Cette activité passagers ne compensera cependant pas la chute vertigineuse des activités de fret entre 2007 et 2015 passant de 109 000 tonnes à moins de 17 000 tonnes. Ce n'est qu'en 2016 que l'aéroport verra son activité fret repartir progressivement à la hausse.
L'aéroport emploie environ 500 personnes.

### Mouvements d'aéronefs
Nombre de mouvements par année,
| Année | Mouvements | Évolution |
| ----- | ---------- | --------- |
| 2000  | —          | —         |
| 2001  | —          | —         |
| 2002  | —          | —         |
| 2003  | —          | —         |
| 2004  | —          | —         |
| 2005  | 25 132     | —         |
| 2006  | 26 850     | 6,84 %    |
| 2007  | 27 632     | 2,91 %    |
| 2008  | 33 298     | 20,50 %   |
| 2009  | 37 356     | 12,19 %   |

| Année | Mouvements | Évolution |
| ----- | ---------- | --------- |
| 2010  | 37 875     | 1,39 %    |
| 2011  | 37 555     | 0,84 %    |
| 2012  | 28 689     | 23,61 %   |
| 2013  | 25 674     | 10,51 %   |
| 2014  | 27 378     | 6,64 %    |
| 2015  | 26 412     | 3,53 %    |
| 2016  | 24 183     | 8,44 %    |
| 2017  | 22 700     | 6,13 %    |
| 2018  | 24 374     | 7,37 %    |
| 2019  | 25 461     | 4,46 %    |

| Année | Mouvements | Évolution |
| ----- | ---------- | --------- |
| 2020  | 18 745     | 26,38 %   |
| 2021  | 23 872     | 27,35 %   |
| 2022  | 24 596     | 3,03 %    |
| 2023  | 21 943     | 10,79 %   |
| 2024  | 18 303     | 16,59 %   |
| 2025  | —          | —         |
| 2026  | —          | —         |
| 2027  | —          | —         |
| 2028  | —          | —         |
| 2029  | —          | —         |

### Activité passagers
Trafic passagers par année,,,
| Année | Passagers | Évolution |
| ----- | --------- | --------- |
| 2000  | —         | —         |
| 2001  | —         | —         |
| 2002  | —         | —         |
| 2003  | —         | —         |
| 2004  | —         | —         |
| 2005  | 126 144   | —         |
| 2006  | 146 355   | 16,02 %   |
| 2007  | 180 063   | 23,03 %   |
| 2008  | 199 958   | 11,05 %   |
| 2009  | 192 776   | 3,59 %    |

| Année | Passagers | Évolution |
| ----- | --------- | --------- |
| 2010  | 213 638   | 10,82 %   |
| 2011  | 232 682   | 8,91 %    |
| 2012  | 232 651   | 0,01 %    |
| 2013  | 247 669   | 6,46 %    |
| 2014  | 253 044   | 2,17 %    |
| 2015  | 276 027   | 9,08 %    |
| 2016  | 434 970   | 57,58 %   |
| 2017  | 365 555   | 15,96 %   |
| 2018  | 420 213   | 14,95 %   |
| 2019  | 457 644   | 8,91 %    |

| Année | Passagers | Évolution |
| ----- | --------- | --------- |
| 2020  | 111 501   | 75,64 %   |
| 2021  | 221 161   | 98,35 %   |
| 2022  | 369 363   | 74,92 %   |
| 2023  | 386 387   | 4,61 %    |
| 2024  | 352 622   | 8,74 %    |
| 2025  | —         | —         |
| 2026  | —         | —         |
| 2027  | —         | —         |
| 2028  | —         | —         |
| 2029  | —         | —         |

### Activité cargo
Tonnages de fret par année,
| Année | Fret    | Évolution |
| ----- | ------- | --------- |
| 2000  | —       | —         |
| 2001  | —       | —         |
| 2002  | —       | —         |
| 2003  | —       | —         |
| 2004  | —       | —         |
| 2005  | 108 260 | —         |
| 2006  | 98 525  | 8,99 %    |
| 2007  | 108 953 | 10,58 %   |
| 2008  | 82 820  | 23,99 %   |
| 2009  | 74 148  | 10,47 %   |

| Année | Fret   | Évolution |
| ----- | ------ | --------- |
| 2010  | 64 041 | 13,63 %   |
| 2011  | 57 381 | 10,40 %   |
| 2012  | 53 166 | 7,35 %    |
| 2013  | 46 487 | 12,56 %   |
| 2014  | 24 884 | 46,47 %   |
| 2015  | 16 844 | 32,31 %   |
| 2016  | 22 223 | 31,93 %   |
| 2017  | 23 368 | 5,15 %    |
| 2018  | 27 718 | 18,62 %   |
| 2019  | 24 754 | 10,69 %   |

| Année | Fret   | Évolution |
| ----- | ------ | --------- |
| 2020  | 52 656 | 112,72 %  |
| 2021  | 62 055 | 17,85 %   |
| 2022  | 51 190 | 17,51 %   |
| 2023  | 33 655 | 34,25 %   |
| 2024  | 18 125 | 46,14 %   |
| 2025  | —      | —         |
| 2026  | —      | —         |
| 2027  | —      | —         |
| 2028  | —      | —         |
| 2029  | —      | —         |

## Accès terrestre

### En voiture
L'aéroport international d'Ostende-Bruges est situé à environ 4 kilomètres du centre-ville d'Ostende, et 25 kilomètres du centre-ville de Bruges. Il est à proximité des autoroutes E40/A10 et A18, qui le relient à Gand, Bruxelles et Dunkerque. L'échangeur de Bruges permet en outre une connexion avec l'autoroute E403/A17 (vers Courtrai et Lille) et, indirectement, avec l'autoroute A11 (vers Anvers).

### En transport en commun
Prendre le train jusqu'à la gare de Ostende, puis le bus 6 direction « Raversijde via Luchthaven » au quai 3. Il y a un bus toutes les 10 minutes et le trajet prend environ 15 minutes. Le bus s'arrête juste devant le terminal passagers. Source :  Site de l'aéroport - SNCB et De Lijn.

## Notoriété
Le premier long-métrage des frères Dardenne, Falsch (1987), a été tourné de nuit à l'aéroport d'Ostende.
Le film Formidable, sorti en 2008, a également été tourné à l'aéroport.